# Pachyptila crassirostris
El pato petrel picogrueso o petrel paloma de pico grueso (Pachyptila crassirostris) es una especie de ave procelariforme de la familia Procellariidae que vive en los océanos meridionales.

## Taxonomía
El pato petrel picogrueso pertenece al género Pachyptila. El término Pachyptila procede de las palabras griegas pakhus y ptilon. Pakhus significa «grueso» o «robusto» y ptilon que significa «pluma». A su vez se incluye en la familia Procellariidae perteneciente al orden de Procellariiformes. Los miembros de su género son aves marinas de tamaño pequeño que generalmente se alimentan de zooplacton; Como procelariformes que son poseen ciertas características identificativas. En primer lugar los conductos nasales adosados a la parte superior del pico, denominados naricorne. Aunque las narinas de los miembros de este género se encuentran en la parte superior del pico. Los picos de los procelariformes también son únicos por estar divididos entre 7 y 9 placas córneas. Producen en sus estómagos una especie de grasa compuesta de ésteres grasos y triglicéridos que almacenan en el proventrículo. Usan este líquido contra los depredadores además de como rica fuente de energía para alimentar a los pollos y reserva de los adultos en sus largos vuelos. Además tienen una glándula para eliminar sal situada encima del conducto nasal que les ayuda a mantener el equilibrio salino de sus cuerpos bebiendo agua de mar. Así excretan salmuera concentrada por sus narinas.

### Subespecies
Se reconocen dos subespecies:
- Pachyptila crassirostris crassirostris, que cría en las islas Snares, Chatham y Bounty,[9] todas ellas pertenecientes a Nueva Zelanda.
- Pachyptila crassirostris eatoni, que cría en la isla Heard y las islas Auckland[9]

## Comportamiento

### Reproducción
El pato petrel picogrueso cría una vez al año. Crían en colonias en las islas. Las hembras ponen un solo huevo que incuban ambos miembros de la pareja y también ambos cuidan del pollo hasta que deja el nido.

### Dieta
Como sus congéneres se alimenta principalmente de zooplancton que filtran con los filamentos de la parte superior de su pico.

## Distribución y hábitat
El pato petrel picogrueso es una especie pelágica de los océanos meridionales. Acuden a la costa solamente en la época de reproducción y anidan en un reducido número de islas: la isla Heard, las islas Auckland, Chatham, Bounty y las Snares.

## Estado de conservación
Se extienden por un amplio área de distribución y su población aunque menor que la de otros congéneres, todavía es numerosa con entre 150.000 y 300.000 adultos. Por ello la UICN la clasifica como especie bajo preocupación menor.